# Climax Lawrence
Climax Lawrence (Margao, 16 gennaio 1979) è un ex calciatore indiano, di ruolo centrocampista. Vice allenatore del Bardez.

## Caratteristiche tecniche
Centrocampista, può giocare anche come trequartista.

## Biografia
Ha sposato Emily Dias nel 2007 con la quale ha avuto due figlie e un figlio, Rylan Xavi che deve il nome al calciatore Xavi.

## Carriera

### Club
Comincia a giocare nel Vasco. Nel 1999 si trasferisce al Salgaocar. Nel 2004 passa all'East Bengal. Nel 2005 viene acquistato dal Sporting Clube de Goa. Nel 2013 si trasferisce al Mumbai. Nel 2014, dopo una breve esperienza all'Atlético de Kolkata, torna al Mumbai. Nel 2015 viene acquistato dal Laxmi Prasad.

### Nazionale
Ha debuttato in nazionale nel 2003. Ha partecipato, con la nazionale, alla Coppa d'Asia 2011. Ha collezionato in totale, con la magia della nazionale, 75 presenze e tre reti.